# Окно Овертона
Окно́ О́вертона (окно́ ди́скурса) — социологическая модель существования рамок допустимого спектра мнений в медиа, обществе и политике с точки зрения текущего общественного дискурса. Окно Овертона позволяет объяснить, как табуированные и неприемлемые идеи становятся популярными. 
Модель носит имя американского юриста Джозефа Овертона, первоначально сформулировавшего её в середине 1990-х годов — он рассматривал её как способ оценки суждений по степени их приемлемости для открытого политического обсуждения. В 2006 году, уже после смерти Овертона, консервативный публицист Джошуа Тревиньо ввёл шестиступенчатую оценочную шкалу приемлемости идей — от «неприемлемо» до «норма». В 2011 году консервативный христианский публицист Джо Картер опубликовал статью, толкующую «окно Овертона» как технологию манипуляции общественным мнением в формате пяти этапов или фаз. По его мнению, эта технология должна была изменить отношение людей к общественным табу и таким образом уничтожить христианскую культуру. В русскоязычный дискурс «окно Овертона» вошло благодаря опубликованной в 2014 году статье в «Живом Журнале» активиста движения «Суть времени» Евгения Горжалцана. Эта статья воспроизводила идеи Картера, рисуя «окно Овертона» как технологию манипуляции сознанием, проходящую через пять этапов. Концепция «окна Овертона» в изложении Картера и Горжалцана как технологии целенаправленной манипуляции мнением общества широко присутствует в научно-исследовательских работах на русском языке.

## История создания

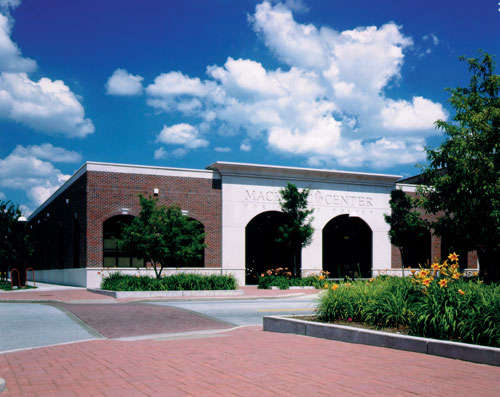
Макинакский центр публичной политики

Изначальную модель «окна политических возможностей» сформулировал в середине 1990-х годов американский юрист и общественный деятель Джозеф Овертон. Овертон в это время работал в Макинакском центре публичной политики — аналитическом центре прореспубликанской, консервативной направленности. Он рассматривал «окно» как удобную модель для оценки суждений по степени их приемлемости для открытого политического обсуждения. По мысли Овертона, аналитические центры, ориентированные на сферу политического консультирования, должны просвещать законодателей и общественность, сдвигая «окно предпочтений» избирателей через вовлечение общественности в процесс обсуждения политических инициатив. Концепция активно использовалась во внутренних семинарах центра, но впервые была сформулирована в публикации для широкой публики лишь в 2006 году, через три года после гибели Овертона. Идея получила признание, а сотрудники Макинакского центра приложили много усилий для популяризации и развития идеи, создав цикл материалов, посвящённых окну Овертона.
Неоконсервативный публицист и политик Джошуа Тревиньо развил концепцию Овертона, превратив её в модель внедрения идей в общественный дискурс и оформления их как общественной нормы. Тревиньо видел в таком внедрении миссию аналитических центров — модель «окна Овертона» являлась для них средством визуализации движения идеи и оценки эффективности деятельности центров, и ей могли пользоваться как консервативные, так и либеральные центры. В 2006 году Тревиньо сформулировал шестиступенчатую оценочную шкалу для классификации идей по степени их допустимости в открытом обсуждении. Также Тревиньо высказал мысль, что изменение рамок окна Овертона может быть использовано для сознательного смещения общественного консенсуса. 
В последующие годы модель окна Овертона вышла за рамки сферы политического консалтинга — она, с одной стороны, стала элементом теорий заговора, а с другой стороны, описывалась как технология социального конструирования. Изначальная идея Овертона о том, что политики вынуждены подстраиваться под мнение общества, была преобразована в теорию заговора о том, что политики формируют мнение общества. Политический комментатор Гленн Бек опубликовал художественный роман-триллер Окно Овертона. В романе Бека тайные властители мира превращают людей с помощью злых сил в управляемых зомби, лишенных общественных норм морали. Бек заявлял, что его роман лишь видоизменил идею Овертона о том, что «политик получает поддержку в зависимости от приемлемости его идей аудиторией» в «теорию заговора, где это окно не определяет допустимость слов политика для его аудитории, а определяет саму норму через политиков». 
В 2011 году консервативный христианский публицист Джо Картер в статье «Как уничтожить культуру за 5 простых шагов» (How to destroy a culture in 5 easy steps) описывал «окно Овертона» в контексте как план неких враждебных сил по уничтожению американской христианской культуры. Картер аргументировал свое мнение примерами легализации абортов, однополых браков и безнаказанных разводов. В изложении Картера «окно Овертона» описывало состоящий из пяти шагов или итераций процесс изменения отношения людей к общепринятым запретам (табу), которые в традиционных обществах подпадают под категорию греховных действий: «немыслимое» переводится в разряд «радикального», становясь модным фетишем или темой научного симпозиума. Вторая итерация «от радикального к приемлемому» предполагает создание нейтрального эвфемизма, третья, «от приемлемого к разумному» — подкрепляет смену ценностей идеологией социального либертарианства, придающего индивидуальным правам абсолютное значение. Четвертая «от разумного к популярному» — состоит в персонализации проблемы и одобрении народом популярных личностей, нарушающих былые табу. Пятая «от популярного к политике» утверждает установление новой нормы посредством опросов общественного мнения и принятия законов. Сама статья подверглась огромной критике, но ввиду шума вокруг неё, идея о заговоре стала крайне популярной среди населения США, а потом и всего мира. 

## Содержание модели
Изначальная концепция Овертона была выстроена на основе теории общественного выбора и теории социальных движений. Овертон считал, что осью политического дискурса является большая или меньшая степень свободы, которую он увязывал со степенью регламентации общественных институтов со стороны государства. Согласно модели Овертона, в каждый момент времени некоторые идеи составляют действующую норму, образуя точку отсчёта, а остальные идеи могут либо входить в диапазон допустимых, либо нет. . 
Изначальная модель Овертона выглядела примитивно — как линейная шкала, на концах которой находятся крайние действия по политическим вопросам и градацией политических идей между ними. Окно» выделяет часть спектра, который находится в пределах возможных потенциально успешных политических действий и инициатив. Различные социальные институты — СМИ, работа, семья, церковь и тому подобное — формируют и укрепляют общественные нормы. Политики ограничивают свои действия рамками «окна» приемлемых для электората идей; идеи, попадающие в «окно», они могут использовать без риска снижения поддержки избирателями на выборах. По мысли Овертона, «окно политических возможностей» может смещаться по линии большей и меньшей свободы, а также расширяться или сужаться — это меняет набор допустимых для политика идей. Перемещение окна делает политически возможными действия, которые ранее были неактуальными и непопулярными, и наоборот, оказавшиеся за рамками окна ранее приемлемые политики могут стать устаревшими и проигрышными программами действий. 
Высказывания, лежащие в пределах окна дискурса, можно считать политически безопасными, безрисковыми для публичного политика, желающего сохранить имидж предсказуемости и надёжности для продолжения политической карьеры. Поддержку же идей за рамками окна сам Овертон считал рискованной и потенциально вредной для политической карьеры. Сопоставление фактических высказываний политиков с декларированными политическими позициями позволило Овертону сделать вывод, что поведение большинства демократически избираемых публичных политиков в основном определяется общественным мнением, лежит внутри окна дискурса и слабо зависит от их личных убеждений.
В 2006 году американский неоконсерватор Джошуа Тревиньо, развивая идеи Овертона, предложил для оценки допустимости идей шкалу с шестью градациями:
- Немыслимые
- Радикальные
- Приемлемые
- Разумные
- Стандартные
- Действующая норма

Границами окна нейтрального политического дискурса Тревиньо предлагал считать идеи, попадающие в разряд приемлемых. 
Последующее развитие концепции после смерти Овертона, в основном, касалось изучения эволюции рамок окна под воздействием текущих политических событий и дискурса средств массовой информации. В частности, Джозеф Леман (англ. Joseph Lehman), президент Макинакского центра публичной политики, высказал мнение, что наиболее устойчивые сдвиги окна политического дискурса являются следствиями глубоких социальных изменений. В качестве примера слабо обоснованного политического сдвига Леман приводил «Сухой закон», отмечая, с одной стороны, существование социального запроса на запрещение употребления алкоголя, а с другой стороны, недостаточную социальную базу для долговременной устойчивости этой политики. Также Леман отмечал, что сознательная поддержка идей вне окна Овертона, как правило, присуща либо сильным лидерам, действия и высказывания которых меняют рамки дискурса, либо политическим аутсайдерам, для которых в условиях представительской демократии такая поддержка будет означать заметную потерю политического капитала. В 2019 году в интервью The New York Times Леман формулировал концепцию «окна» следующим образом: «Государственные чиновники не могут проводить какую-либо политику по своему усмотрению, как если бы они заказывали десерт из меню. Они должны выбирать, что будет политически приемлемо в данный момент. Окно Овертона определяет этот диапазон идей».
Простота и наглядность идеи создали термину заметную популярность, при этом к исходной концепции некоторые авторы добавили идею о возможных сознательных манипуляциях рамками окна дискурса. Сам автор и популяризаторы термина хотя и допускали возможность манипуляций рамками дискурса, но считали распространение ложной информации дурной политикой. Концепция привлекалась для объяснения неожиданных явлений в общественной и политической жизни различных стран мира, в частности, делались попытки объяснить манипуляцией рамками дискурса победу Дональда Трампа, исход голосования по Brexit, внезапный рост популярности левых политиков Джереми Корбина и Берни Сандерса.

## В России
В русскоязычной публицистике и блогосфере термин вошёл в широкое употребление в январе 2014 года благодаря статье Евгения Горжалцана «Технология уничтожения», опубликованной в «Живом Журнале» — Горжалцан вёл там блог под псевдонимом zuhel. Хотя упоминания «окна Овертона» встречались в русскоязычных источниках и до Горжалцана, они были единичными и не привлекали к себе особого внимания. Горжалцан, бывший корреспондент «Коммерсанта» и «Аргументов и фактов» и копирайтер, был в это время участником левого консервативного движения «Суть времени» и его дочерней организации «Родительское всероссийское сопротивление» и выступал как активист, борющийся за традиционные семейные ценности. Следуя концепции «пяти шагов» Картера, Горжалцан описывал «окно Овертона» как технологию — методику легализации в общественном сознании таких явлений, как однополые браки и права ЛГБТ, и иллюстрировал её применение гипотетическим примером легализации каннибализма. 
В течение 2014 года количество упоминаний «окна Овертона» в российских СМИ выросло многократно. Ряд онлайн-порталов, как «Комсомольская правда», «Накануне.ру», Regnum или информационный портал КПРФ, просто перепечатывали статью Горжалцана об однополых браках и каннибализме в неизменном виде. Никита Михалков полностью зачитал статью Горжалцана в своей телепередаче «Бесогон», назвав окно Овертона «антигуманным вмешательством в жизнь общества». В другом выпуске «Бесогона» он призвал зрителей всеми силами защищаться от «технологий легализации греха». Автор портала whatisgood.ru Елизавета Кваснюк, рассказывая об «окне Овертона», находила в массовой культуре множество греховных тем — например, проституции или изнасилований — которые, по её мнению, проходят «первые стадии окна Овертона», и провозглашала «Против нравственности, традиционной семьи и общественных норм объявлена война». В российских СМИ этого времени «окно Овертона» использовалось для объяснения самых разных явлений, таких как «гибель Европы», Евромайдан и внутрисемейные конфликты по идеологическим убеждениям. 
Хотя со временем интерес СМИ к концепции снизился, она укоренилась в русскоязычном общественном дискурсе, где вслед за Картером и Горжалцаном описывалась как технология намеренной манипуляции общественным мнением, «социального конструирования». В 2018 году Российский индекс научного цитирования показывал 295 научных работ, рассматривающих теорию Овертона в научном, исследовательском ключе. Доцент кафедры политического анализа МГУ Александр Коньков описывал «окно Овертона» как инструмент мягкой силы, направленный на поступательное изменение общественного сознания посредством управления приемлемыми суждениями в политическом дискурсе. Доцент МПГУ Галина Авдонина заявляла, что толерантность общества, плюрализм мнений «и, как следствие, отсутствие чёткого деления на добро и зло» способствует реализации этой «технологии» и даже более быстрый, чем в авторитарных обществах, манипуляции общественным мнением. Доцент факультета психологии МГУ Вадим Емелин, также ссылаясь на статью Горжалцана и пересказывая его аргументы о каннибализме, называл «окно Овертона» эффективной технологией «навязывания власти меньшинства». По словам Емелина, Овертон «опроверг общепринятые представления о естественном ходе вещей». 
По мнению Андрея Дмитровского из Орловского государственного университета, современные средства массовой информации и коммуникации позволяют журналистам продвигать различные темы, что открывает «колоссальные возможности манипуляции (окна Овертона)». Татьяна Музычук и Игорь Анохов из Байкальского государственного университета, излагая собственную теорию восприятия информации, описывали «окно Овертона» как «концепцию, использование которой позволяет манипулировать сознанием, насаждать любую идею» — не на уровне общества, а на уровне индивида. По их мнению, такое манипулирование делалось возможным благодаря перегрузке «ценностно-смыслового уровня восприятия» жертв с помощью «высокочастотного генератора сигналов». Сергей Панкратов и Ольга Фокина из Волгоградского государственного университета и Лилия Панкратова из Санкт-Петербургского государственного университета описывали посредством «окна Овертона» — опять же понимаемого как манипулятивное превращение из «немыслимого» в «разумное» — роль европейских университетов в социальном конструировании: по их мнению, академическое и научное сообщество, рассуждая о гендере и сексуальности в роли экспертов, действует как агент общественных изменений. 
Доцент Иркутского национального исследовательского технического университета Ирина Якоба описывала «технологию окна Овертона» как явление, изучаемое различными дисциплинами — политологией, философией, социологией, лингвистикой — и формулировала суть «технологии» как «методичное, регулярное навязывание какой-нибудь темы», способствующее «постепенному принятию и легализации неприемлемых ранее идей». Доцент Института философии РАН Ольга Зубец, рассуждая с философских позиций об «этике после Аушвица» и понятие «немыслимого», заявляла, что немыслимое может быть таким для индивида, субъекта мышления в его единственности, тогда как пространстве социальности немыслимое таит в себе возможность превращения в норму через «трансформацию дискурса (окно Овертона)». Вадим Строганов из Уральского федерального университета описывал «технологию окна Овертона» — понимаемую как пятишаговое движение от «немыслимого» к «актуальному» — как политическую манипуляцию «ризоморфного», лишённого жесткой иерархии типа, и считал, что её «практически невозможно распознать без специальной подготовки». Профессор факультета иностранных языков и регионоведения МГУ Людмила Богданова описывала технологию окна Овертона как «пошаговое внедрение асоциальных явлений, антиценностей», что приводит к выхолащиванию традиционных ценностей, нарушению «культурной трансмиссии», падению нравов и деградации социума. Доцент кафедры криминалистики Московского государственного юридического университета Владимир Никишин описывал «окно Овертона» как «инструмент социального конструирования действительности, создания „гиперреальности“, технологию социальной инженерии» и относил её к технологиям, способным формировать мировоззрение личности. Никишин, в частности, применял структуру этапов окна Овертона — от «немыслимого» до «нормы» — к процессу вербовки детей и подростков в «деструктивные сетевые сообщества».

## Критика концепции
Окно Овертона, как представление Джошуа Тревиньо и Джо Картера, подвергалось критике специалистов по общественным наукам как за примитивизацию теории социальных фреймов, так и за фактическое сведение идеи к конспирологической теории. Также отмечалось, что из-за многообразия социальных слоёв в современном обществе идея единого для всех «окна дискурса» может быть попросту неприменима.
Концепцию окна Овертона используют для объяснения теорий заговора, вплоть до абсурдных, например, о том, что прогресс на Земле — эксперимент пришельцев. Чаще о концепции «окна Овертона» говорят в контексте целенаправленного уничтожения культуры, происков теневого правительства или массовой манипуляции сознанием. Политолог Екатерина Шульман называла теорию Овертона (в том виде, в котором концепция существует в обществе) разновидностью «магического мышления»: по её мнению, в современном социуме, перенасыщенном информацией, навязать что-то становится крайне сложно. 
Учёный-политолог Роман Парма отмечал, что отношение к «окну Овертона» зависит от политических взглядов самого исследователя: консервативные исследователи и интеллектуалы относятся к этой «технологии» как к угрозе для общества, тогда как с точки зрения либеральных кругов она не имеет научных оснований и квалифицируется как проявление теории заговора.

## В культуре
В изданной в 2007 году антиутопии «День Бумеранга» (Boomsday) писателя Кристофера Бакли герои вводят в общественный дискурс идею «добровольного ухода» в возрасте 70 лет для разгрузки системы социальной защиты в Соединённых Штатах.
В 2010 году был опубликован политический триллер Гленна Бека «Окно Овертона», рассказывавший о масштабной манипуляции американским общественным мнением для оправдания оккупации территории США, что представляло собой собственную трактовку концепции автором. По-видимому, именно эта книга сделала термин широко употребляемым в США.